# Віртуальна машина Java
Віртуальна машина Java (англ. Java Virtual Machine; JVM) — віртуальна машина для виконання байт-коду Java. JVM нічого не знає про мову Java, вона просто вміє працювати з файлами формату .class, що містять інструкції для віртуальної машини Java та додаткову інформацію. Будь-яка мова програмування що здатна скомпілюватись в class-файл може працювати з JVM.
Віртуальна машина Java — основний компонент Java платформи. JVM доступна для всіх основних сучасних платформ, тому програми, що скомпільовані у Java байткод можуть працювати всюди. Теоретично можна сказати «Написано один раз, працює скрізь» (англ. "Write once, run anywhere").

## Історія
Перша версія JMV створена в Sun Microsystems, Inc емулювала набір інструкцій за допомогою програми що запускалася на кишеньковому комп'ютері.
Зараз її можна знайти на мобільних пристроях, робочих станціях, серверах. 